# Головино (Приволжское сельское поселение)
Головино — деревня в Кимрском районе Тверской области. Входит в состав Приволжского сельского поселения.

## География
Находится в юго-восточной части Тверской области на расстоянии приблизительно 9 км на северо-восток по прямой от районного центра города Кимры на правом берегу Волги.

## История
Известна с 1628 года как владение из 3 дворов помещика Есипова. В 1775 году 18 дворов, принадлежала графу Петру Борисовичу Шереметеву, в 1851 — 31. В 1859 году здесь (деревня Калязинского уезда Тверской губернии) было учтено 35 дворов.

## Население
Численность населения: 107 человек (1775 год), 191 (1851), 189 (1859), 5 (русские 80 %) в 2002 году, 17 в 2010.